# Xylopsocus castanoptera
Xylopsocus castanoptera är en skalbaggsart som först beskrevs av Leon Fairmaire 1850.  Xylopsocus castanoptera ingår i släktet Xylopsocus och familjen kapuschongbaggar. Inga underarter finns listade i Catalogue of Life.

## Bildgalleri

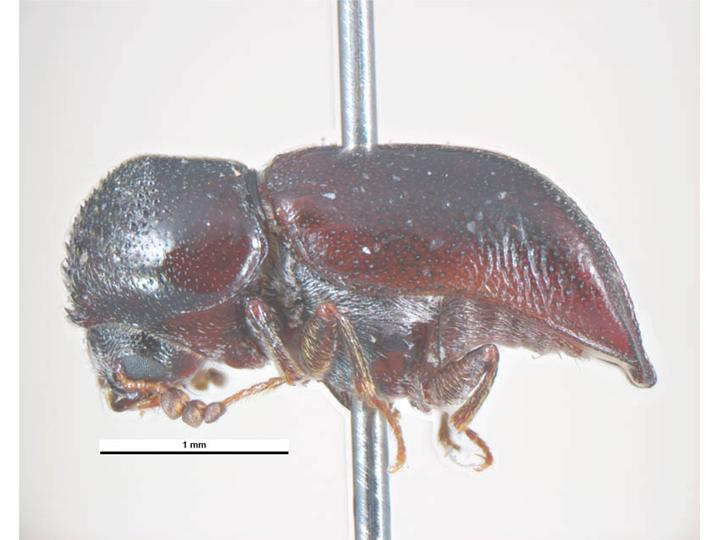